# San Miguel Chimalapa
San Miguel Chimalapa là một đô thị thuộc bang Oaxaca, México. Năm 2005, dân số của đô thị này là 6541 người.